# Hennethaler Landwehr

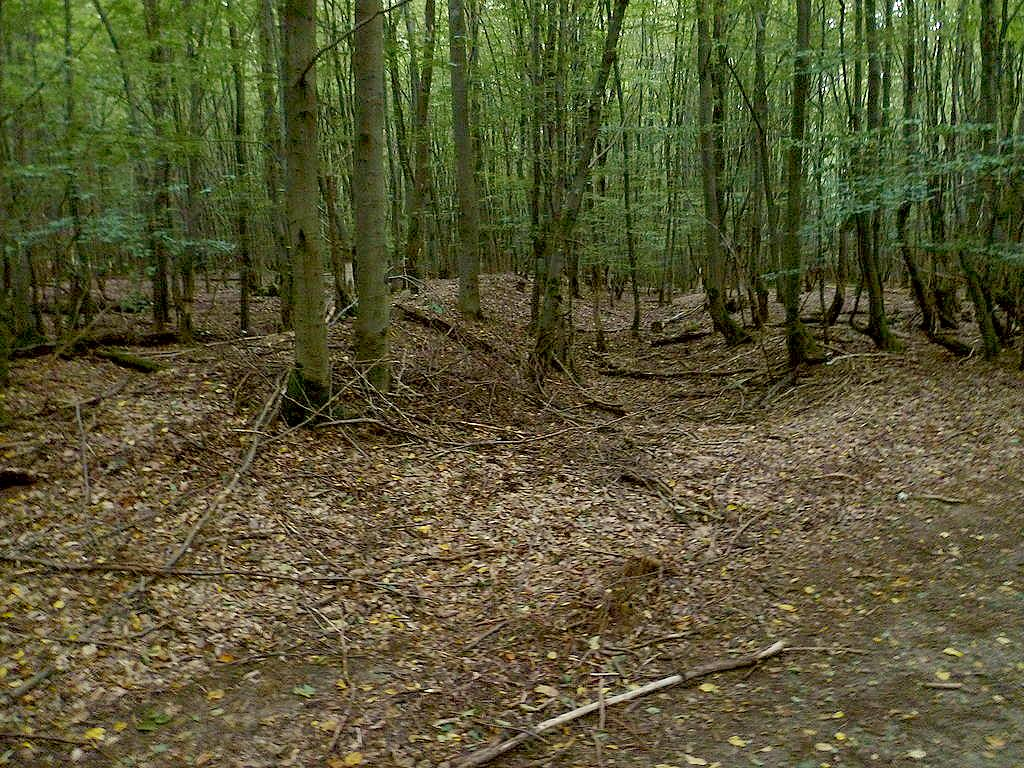
Wall-Graben-System der Landwehr

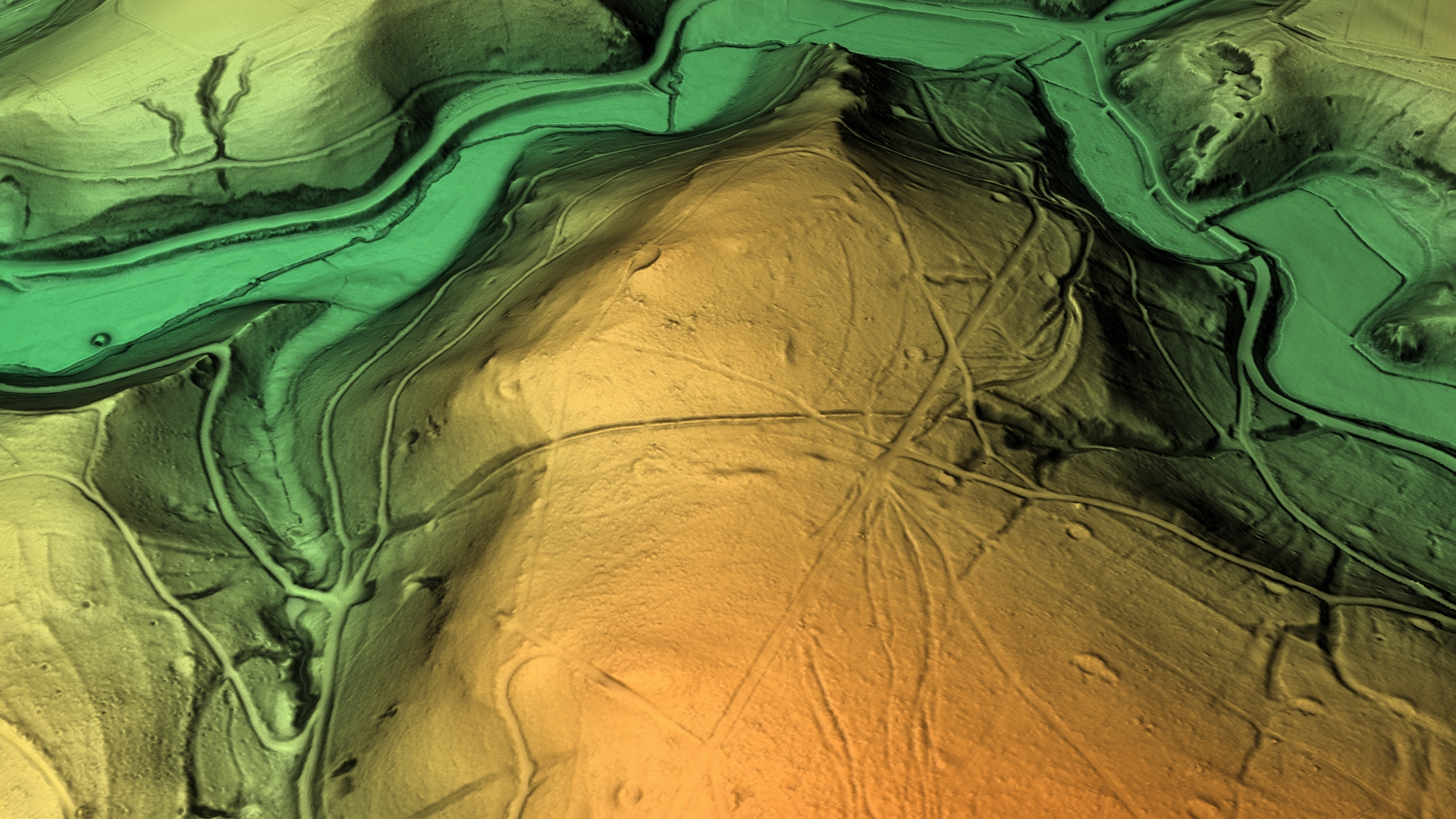
3D-Ansicht des digitalen Geländemodells

Die Hennethaler Landwehr ist eine spätmittelalterliche Wallgrabenanlage im Wald auf der „Platte“ bei Hohenstein-Hennethal im Untertaunus, im Rheingau-Taunus-Kreis.
Sie diente der Sicherung der Limburger Straße (Altstraße) und wurde erst 2003 von Helmut Hildebrandt und Christian Stolz wiederentdeckt.

## Lage und Beschreibung

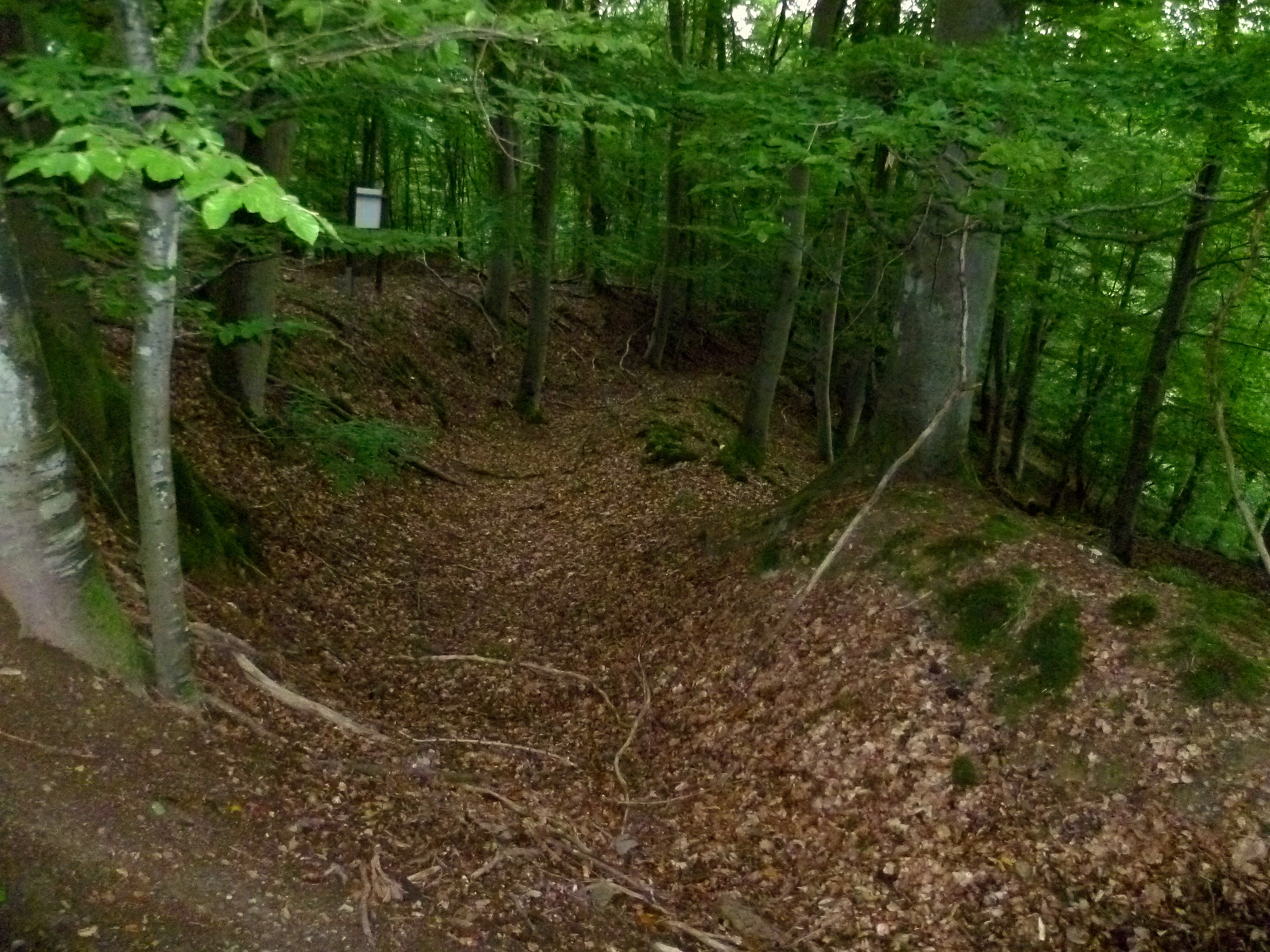
Hohlweg der Limburger Straße an der Hennethaler Landwehr

Die Anlage findet sich zwischen den Ortschaften Daisbach, Hennethal und Kettenbach, rund 300 m südwestlich des Anschlusses der L 3032 an die L 3031.
Das Graben-Wall-System an sich hat eine Länge von rund 325 m. Es liegt auf der Platte, einer lokalen Verebnungsfläche. Das Graben-Wall-System ist im Schnitt 8 m breit. Einem Wall von etwa 1,0 m bis 1,5 m Höhe sind beidseitig Gräben von jeweils noch 0,3 m bis 0,5 m Tiefe vorgelagert. Im Westen befand sich vermutlich ein Schlag, d. h. eine Zollstation. Auf dem Wall finden sich zudem die Reste ehemaliger Gebückbäume.
Sie liegt an der historischen Limburger Straße (1701 bezeichnet als Limburgerstrass), welche vom Spätmittelalter bis in die Neuzeit, d. h. vom 14. bis 18. Jahrhundert Limburg über das Eisenbergbaurevier Zollhaus mit der Eisenstraße bzw. dem Rhein-Main-Gebiet verband. Zwischen Kettenbach und Daisbach querte sie das Scheidertal, wo erst 1897 eine entsprechende Straße angelegt wurde.
Im Bereich der Anlage finden sich auch mehrere Meilerplätze.
Unbekannt ist bis heute, wer die Landwehr errichten ließ, da sich heute keine schriftlichen Belege finden. In Frage kommen dabei sowohl die Grafen von Nassau-Idstein, als auch die Grafen von Katzenelnbogen, denen das nahegelegene Holzhausen gehörte.
Heute führt ein historischer Lehrpfad mit vier Informationstafeln durch die Anlage.
In der Nähe befindet sich die Wüstung Rahnstätter Hof.

## Denkmalschutz
Der Bereich der Wallanlage ist ein Bodendenkmal nach dem Hessischen Denkmalschutzgesetz. Nachforschungen und gezieltes Sammeln von Funden sind genehmigungspflichtig, Zufallsfunde an die Denkmalbehörden zu melden.